# Ronald Plasterk
Ronald Plasterk, född 12 april 1957 i Haag, är en nederländsk politiker som är Nederländernas inrikeminister sedan 2012 och som var utbildningsminister i Jan Peter Balkenendes regering från 2007 till 2010. 
Innan Plasterk blev politiker var han mikrobiolog och varit professor vid California Institute of Technology. 
Plasterk är medlem i det nederländska socialdemokratiska partiet PvdA.